# واتربوري (فيرمونت)
واتربوري (بالإنجليزية: Waterbury, Vermont)‏ هي بلدة تقع بولاية فيرمونت في الولايات المتحدة. تبلغ مساحتها 128.8 (كم²)، وترتفع عن سطح البحر 187 م، بلغ عدد سكانها 5064 نسمة في عام 2010 حسب إحصاء مكتب تعداد الولايات المتحدة .

## أعلام
- لوسيوس بيندكت بيك
- ماسون إس. ستون
- إل. بي. كلوف
- هارولد د. كامبل
- عزرا باتلر
- روبرت غيلبين
- ويليام دبليو. هنري

## وصلات خارجية
- www.waterburyvt.com
- The US50 - Cities and Towns in Vermont State
- Vermont Cities and Towns, Facts, Map, Flag, Colleges, Government, and More